# NGC 50
NGC 50 este o galaxie eliptică situată în constelația Balena. Diametrul acestei galaxii este de aproximativ 178.000 ani-lumină. A fost descoperită în anul 1865 de către Gaspare Ferrari. În comparație cu Calea Lactee, NGC 50 este de aproximativ 1,5-2 ori mai mare.

## Legături externe
- NGC 50 la WikiSky: DSS2, SDSS, GALEX, IRAS, Hydrogen α, X-Ray, Astrophoto, Sky Map, Articole și imagini
- SEDS